# 音市美音
音市 美音（おいち みお、1992年2月10日 - ）は、日本の料理活動家。元AV女優。アルシェ所属。

## 略歴
2011年9月、kawaii*の専属女優としてAVデビュー。見た目の可愛さや初々しさから“最もAV女優らしくないAV女優”と評されたショートカットの美少女系AV女優。所属事務所はアスタープロモーション（後のビオラプロモーション）。
5作品目を最後に新作の発売がなくなり、公式ブログの更新停止及び閉鎖などもあり引退が噂されたが、所属事務所は否定。新作発売のないままイベント出演などの活動はしていたが、2012年7月に発売されたベスト版（撮り下ろしの引退インタビューを収録）をもって引退。引退後は、所属事務所のスタッフブログに登場することもあった。
2014年10月、ピーターズMAXの専属女優としてAVに復帰。所属事務所はアルシェ。
2015年に2作品が発売されてから新作の発売がなくなりツイッターへの書き込みも止まっていたが、2016年5月2日に突如ツイッターを再開しピーターズMAXのキャンペーンガール的な仕事をすることになったと報告。以降、各地のDVD店で開催されるイベントで販促ガールとして活動。
2017年9月、妹とされる音市真音がデビュー。2作品で共演しているが音市美音のヌードやSEXシーンはなく、同年11月に発売された自身のVR作品も同様のかたちがとられている。
2018年2月19日、アイデアポケットから新作が発売されることが発表され専属女優としてAVに復帰したが、同年7月に2度目の引退。
引退後は、AV女優専門のキャバクラ「レッドドラゴン」に在籍。また、2020年に“自分の好きな料理を通して皆が楽しめる場所を作る”とのプロジェクトを始め、期間限定でバー「BAR2525」をオープンし、現在は週1〜2日で営業（予約制）している。

## 人物
初体験は、高校1年の時に当時付き合っていた一つ年上の彼と彼の家で。ファーストキスも初体験の時だった。
自身の容姿に自信はなかったがモデルに興味があり、事務所を探していた時にAVもやっているプロダクションでAVの話を聞き興味を持った。ただ自分には需要がないだろうと思っていたところにkawaii*から専属契約の話が持ち上がる。モデルへの興味から返事を保留するが、数か月考えた末に自分が求められているのならばとAV出演を決断した。
「音市美音」という芸名は、自身が好きだった「みお」という名前と、お市の方から取って付けられた。
デビュー時は他に仕事をしながらAV女優をしていた。また、1度目の引退後に正社員で会社に勤務していたが、女性ばかりの職場だったため「音市美音」とは気付かれなかった。

## 出演作品

### アダルトDVD
2011年
- 新人! kawaii*専属デビュ→ ぞっこんショートリズム♪（9月25日、kawaii*）
- 恥ずかしくったって♪ 〜美音のH猛特訓〜（11月25日、kawaii*）
- ナースしちゃうゾ♪（12月25日、kawaii*）

2012年
- 美音ちゃんがイッた!（1月25日、kawaii*）
- 女子校生捜査官（2月25日、kawaii*）
- 美音にぞっこん10回エッチッチ!（4月25日、kawaii*）※ベスト版
- さよならの音 〜完全引退、特別BOX〜（7月25日、kawaii*）※撮り下ろしの引退インタビューを含むベスト版

2013年
- Blu-ray限定発売! 未公開1シーン収録! 音市美音の全SEXベスト（2月25日、kawaii*）※Blu-ray限定のベスト版

2014年
- 復活（10月15日、ピーターズMAX）

2015年
- 完全主観でイク! 美音とイチャラブお泊りデート（9月25日、kawaii*）
- kawaii*風俗パラダイス♥（10月25日、kawaii*）

2016年
- 美音ちゃん全作コンプリートだょ☆ 音市美音 た〜っぷり12時間special（1月25日、kawaii*）※ベスト版

2017年
- 音市美音の妹 kawaii*専属デビュー エッチ大好きこんがり小麦色のぶっちぎり美少女（9月19日、kawaii*）※音市美音のヌード、SEXシーンなし

2018年
- お姉ちゃんが妹に教える精子いっぱい中出し子作り（1月1日、本中）※音市美音のヌード、SEXシーンなし
- 伝説美女復活 絶対的美少女が絶世美女になって帰ってきた（4月1日、アイデアポケット）
- 音市美音がイクッ!!! 某SNSで募集したガチファンのお宅を突撃訪問! あなたの夢叶えたろっ!! 大感謝SEX祭!（4月19日、アイデアポケット）
- 解禁!! ドクッドクッどぷっどぷっ 生ハメ人生初中出し（5月19日、アイデアポケット）
- ぶっかけ解禁!!音市美音VS性獣35人 キレイな顔にドロッドロのザーメン浴びせまくる本物ぶっかけセックス（6月19日、アイデアポケット）
- 音市美音 引退 一生分の激ピストンを味わい尽くす ハード激ピストン!連続中出し!大量ザーメンぶっかけ! 想いを込めた本音インタビュー収録!!（7月19日、アイデアポケット）

### VR
- 音市美音VR 【長尺&固定+視点移動】でイチャラブ密着♪ 音市美音ちゃんの彼氏になれるVR（2017年11月22日、ピーターズMAX）※ヌード、SEXシーンなし
- 両手骨折でオナニーできず精子溜まり捲りのボクのちんぽをお口とマ○コを使って献身的にヌイてくれ、しかも中出しまでさせてくれる 天然新人ナースおいっちゃん（2019年1月4日、アイデアポケット）
- 付き合って100日記念を祝って初めての中出し性交。ボクの事が好き過ぎて子供まで欲しがる「美音」の気持ちを汲んで思う存分膣内発射。いっぱい精子出してあげるね。（2019年2月15日、アイデアポケット）

## 出演

### テレビ
- 志村&鶴瓶のあぶない交遊録 15（2012年1月2日、テレビ朝日） - 「VSナイナイ英語禁止ボウリング」コーナーに出演
- あべみかこのAAですけど何か？（2022年5月、6月、エンタ!959）料理活動家として出演

## 雑誌
- 週刊大衆 2018年3月5日号（双葉社） - グラビア「復活ヌード」
- FLASH 2018年3月13日号（光文社） - グラビア「伝説のモデル美女と添い寝ヘアヌード」